# KEPD-150/350 TAURUS

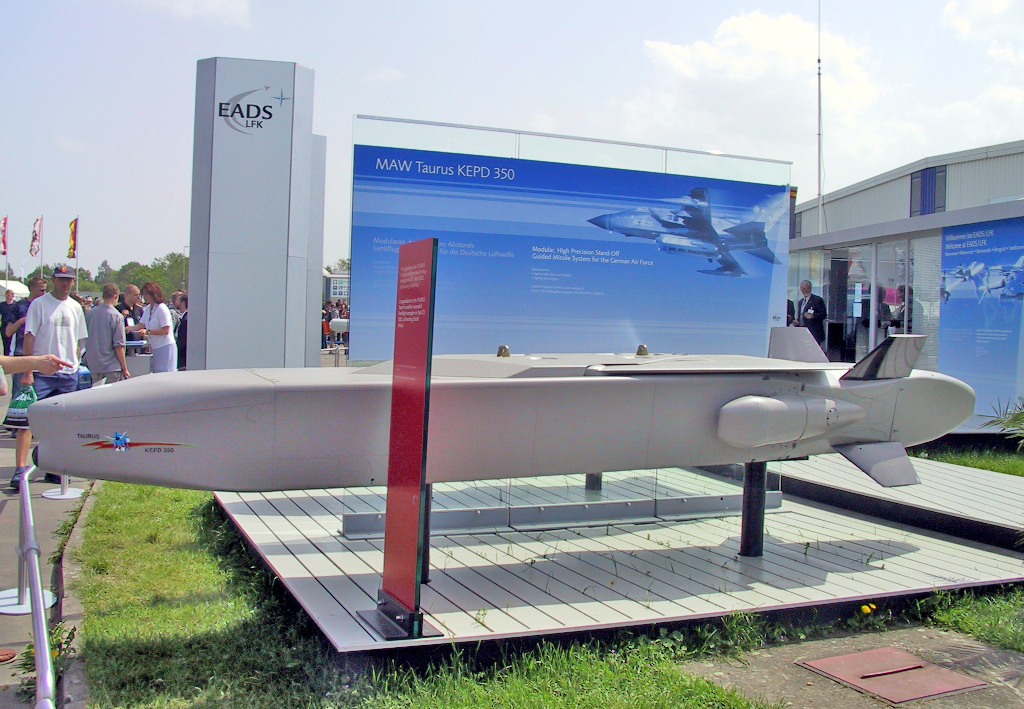
Ракета Taurus KEPD 350 на Международной Аэрокосмической Выставке в Берлине (ILA 2002).

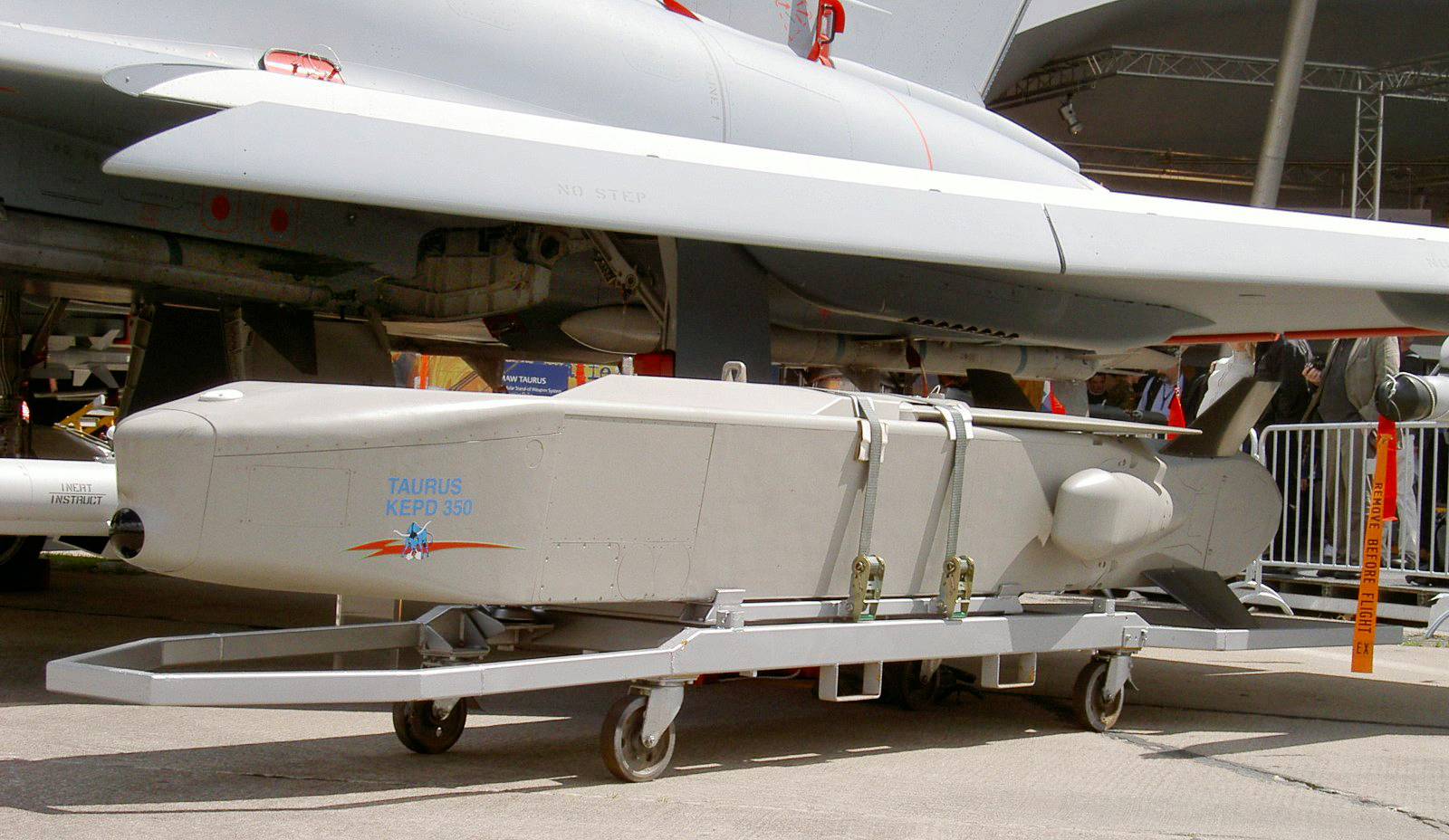
Крылатая ракета Taurus KEPD 350 под крылом Eurofighter Typhoon на ILA 2004.

TAURUS KEPD 350/150 (англ. Target Adaptive Unitary & Dispenser Robotic Ubiquity System / Kinetic Energy Penetrating Destroyer) — германско-шведская авиационная крылатая ракета класса «воздух-поверхность» большой дальности, предназначенная для высокоточных ударов и поражения высокозащищённых и заглублённых целей, включая важные точечные и протяжённые объекты, без захода самолёта-носителя в зону ПВО противника.
Разрабатывалась и производится Taurus Systems GmbH базирующейся в Шробенхаузен — совместным предприятием MBDA Deutschland (более известной как LFK — Lenkflugkörpersysteme GmbH) и шведской компании Saab Bofors Dynamics AB.
Является конкурентом крылатой ракеты Storm Shadow совместной англо-французской разработки.

## История создания
Разработка крылатой ракеты (КР) «Таурус» была начата в 1994 году на базе авиационного кассетного боеприпаса DWS39 (принят на вооружение шведских ВВС в 1995 году), имеющего дальность полёта около 8 км и содержащего 24 осколочных и кумулятивных элементов. Разработка велась совместными усилиями фирм «Даймлер-Бенц аэроспейс» (Германия) и «Бофорс» Швеция, под руководством первой. Предусматривалось несколько вариантов управляемых ракет «Таурус»: с унитарной проникающей (кумулятивно-фугасной) боевой частью (БЧ) массой около 500 кг для поражения высокозащищённых малоразмерных целей, БЧ кассетного типа и сбрасываемых авиационных кассет для поражения площадных наземных целей.
В декабре 1997 года, учитывая заинтересованность германских ВВС, правительство Германии не дожидаясь завершения разработки ракеты решило выделить на её закупку 335 млн долларов.
Организации серийного изготовления и поставка новой КР на вооружение германских «Торнадо» и «Еврофайтер» ожидалась в начале 2000-х годов, для чего планировалось создать совместное предприятие «Даймлер-Бенц аэроспейс» и «Бофорс» с долевым участием 70 % и 30 % соответственно (сейчас TAURUS Systems GmbH).
В процессе разработки предусматривался также облегчённый вариант ракеты с меньшей дальностью полёта KEPD-150 для вооружения шведских истребителей «Грипен».
Первый испытательный полет ракета совершила в 1999 году.

## Конструкция
Оперативно-тактическая крылатая ракета, имеет комбинированную систему наведения, состоящую из трёх подсистем:
- IBN (англ. Image Based Navigation — Навигация основанная на изображении)
- TRN (англ. Terrain Reference Navigation — Навигация по эталону ландшафта)
- MIL-GPS (англ. Global Positioning System — Глобальная система позиционирования)

Использование их позволяет ракете лететь на большие расстояния без поддержки GPS. Высокая точность наведения при этом обеспечивается автономной инерциальной навигационной системой, которая периодически корректируется в полёте по данным от РЛС миллиметрового диапазона длин волн, которая сопоставляет ландшафт с имеющимися на борту эталонными картами местности. На подлёте к цели, по данным инерциальной системы, включается инфракрасная головка самонаведения, которая обеспечивает наведение ракеты на конечном участке полёта.
На ракете установлен турбореактивный двигатель Williams International P8300-15 (тяга 6,67 кН).

## Модификации
TAURUS позиционируется производителем как семейство модульных ракет, которые могут быть оснащены БЧ различных типов и запускаться с различных типов платформ: наземных, морских и авиационных (без захода носителя в зону поражения ПВО противника). Представители этого семейства были впервые представлены на международном авиасалоне в Ле Бурже в 2005 году, их описание и ТТХ указаны ниже.
- TAURUS KEPD 350 — базовая модель, с тандемной бетонобойной БЧ (ТББЧ) MEPHISTO массой 481 кг.
- TAURUS KEPD 350 L (англ. Light — лёгкий) — модификация TAURUS с меньшей заправкой топливом и облегчённой ТББЧ, что позволяет снизить массу для размещения на носителях с меньшей грузоподъёмностью[2][5].
- TAURUS MP (англ. Modular Payload — модульная полезная нагрузка) — ракета, обеспечивающая возможность установки в качестве боевой части произвольной полезной нагрузки[5].
- TAURUS M — несёт многозарядную боевую часть для поражения распределённых малоразмерных целей, таких как позиции средств ПВО, пусковые установки, командные пункты и пр. О суббоеприпасах, предлагаемых для данного типа ракет, известно мало, однако по утверждению EADS/LFK они способны поражать цели эффективно, точно и недорого[2][6].
- TAURUS HPM (англ. High Power Microwave — микроволновое излучение высокой мощности) — вариант, спроектированный для временного вывода из строя информационных систем противника и его источников энергии. На TAURUS HPM устанавливается несмертельная боевая часть, вызывающая указанный эффект в электронных системах[2].
- TAURUS CL (англ. Container Launched — запускаемый из контейнера) — ракета, имеющая конструкцию, позволяющую осуществлять пуск с подвижных наземных платформ (например, на базе грузового автомобиля) и с носителей морского базирования (надводных кораблей различного класса). При этом, TAURUS CL сохраняет дальность действия и точность на уровне базового варианта (TAURUS KEPD 350) и может поражать наземные и надводные цели[2]. Пуск данной модификации осуществляется из транспортно-пускового контейнера, имеющего прямоугольное сечение с помощью стартового ускорителя, устанавливаемого на ракету и сбрасываемого после окончания работы стартового двигателя[5].
- TAURUS T — специальный вариант ракеты, приспособленный для сброса с военно-транспортных самолётов (например C-130 Hercules или Airbus A400M). В такие самолёты возможно загрузить до 12 ракет типа TAURUS T для проведения атак на дальностях больших, чем позволяет применение тактической истребительной авиации[2]. Такая ракета размещается в грузовом отсеке на специальном поддоне, вытягиваемым парашютной системой через заднюю дверь носителя[6]. Такая возможность может оказаться востребованной в странах, военно-воздушные силы которых не могут приобрести дорогостоящие дальние бомбардировщики[2].

Ряд источников сообщает о возможности применения в составе многозарядной БЧ:
- Немецких самоприцеливающихся боевых элементов (СПБЭ) SMART-SEAD для поражения средств ПВО и скоплений бронетехники и используемых в артиллерийских снарядах типа SMArt 155 (Rheinmetall/Diehl). Такой СПБЭ имеет массу около 12 кг, оснащён двухспектральным инфракрасным координатором цели, поисковым радаром миллиметрового диапазона, радиовысотомером, системой стабилизации и торможения (парашют), а также имеет боевую часть типа «ударное ядро» с бронепробиваемостью до 150 мм гомогенной брони[7].
- Шведских (фирма Saab Bofors Dynamics AB) осколочных суббоеприпасов воздушного подрыва MUSJAS 1 массой около 4 кг и кумулятивных MUSJAS 2 с дистанционным взрывателем и массой до 18 кг. Первые предназначены для уничтожения открыто расположенной живой силы и небронированной техники, а вторые — для поражения бронетехники и сооружений[8][9].
- Немецких бетонобойных бомб STABO (нем. Startbahnbombe) для поражения взлётно-посадочных полос (ВПП). STABO содержит размещённые по схеме «тандем» кумулятивный и фугасный заряды. Снижение боеприпаса после сброса происходит на парашюте, при падении бомбы на ВПП происходит срабатывание кумулятивного заряда, пробивающего покрытие ВПП, а затем в образовавшееся отверстие входит основной фугасный заряд. Подрыв фугасного заряда осуществляется с задержкой, чем достигается наибольший ущерб ВПП. Масса бомбы 16,8 кг, длина 602 мм, диаметр корпуса 132 мм[8][10].

### Тактико-технические характеристики
|                                 | TAURUS KEPD 350 | TAURUS KEPD 350 L | TAURUS M | TAURUS HPM | TAURUS CL | TAURUS T |
| ------------------------------- | --- | --- | --- | --- | --- | --- |
| Год принятия на вооружение      | 2004 | | | | | |
| Навигационная система           | автономная инерциальная с коррекцией по данным радиовысотомера (TRN), инфракрасной оптико-электронной системы (IBN) и приёмника ГНСС GPS | автономная инерциальная с коррекцией по данным радиовысотомера (TRN), инфракрасной оптико-электронной системы (IBN) и приёмника ГНСС GPS | автономная инерциальная с коррекцией по данным радиовысотомера (TRN), инфракрасной оптико-электронной системы (IBN) и приёмника ГНСС GPS | автономная инерциальная с коррекцией по данным радиовысотомера (TRN), инфракрасной оптико-электронной системы (IBN) и приёмника ГНСС GPS | автономная инерциальная с коррекцией по данным радиовысотомера (TRN), инфракрасной оптико-электронной системы (IBN) и приёмника ГНСС GPS | автономная инерциальная с коррекцией по данным радиовысотомера (TRN), инфракрасной оптико-электронной системы (IBN) и приёмника ГНСС GPS |
| Головка самонаведения           | инфракрасная ГСН с сенсором высокого разрешения и автоматическим распознаванием целей                                                    | инфракрасная ГСН с сенсором высокого разрешения и автоматическим распознаванием целей                                                    | инфракрасная ГСН с сенсором высокого разрешения и автоматическим распознаванием целей                                                    | инфракрасная ГСН с сенсором высокого разрешения и автоматическим распознаванием целей                                                    | инфракрасная ГСН с сенсором высокого разрешения и автоматическим распознаванием целей                                                    | инфракрасная ГСН с сенсором высокого разрешения и автоматическим распознаванием целей                                                    |
| Двигатель                       | ТРД Williams International P8300-15 | ТРД Williams International P8300-15 | ТРД Williams International P8300-15 | ТРД Williams International P8300-15 | ТРД Williams International P8300-15 | ТРД Williams International P8300-15 |
| Боевые характеристики           | | | | | | |
| Максимальная дальность, км      | 500+ | | | | | |
| Траектория полета               | низковысотный полёт на 30 м, с огибанием рельефа                                                                                         | низковысотный полёт на 30 м, с огибанием рельефа                                                                                         | низковысотный полёт на 30 м, с огибанием рельефа                                                                                         | низковысотный полёт на 30 м, с огибанием рельефа                                                                                         | низковысотный полёт на 30 м, с огибанием рельефа                                                                                         | низковысотный полёт на 30 м, с огибанием рельефа                                                                                         |
| Скорость полета, М              | 0,6 — 0,95 | 0,6 — 0,95 | 0,6 — 0,95 | 0,6 — 0,95 | 0,6 — 0,95 | 0,6 — 0,95 |
| Массо-габаритные характеристики | | | | | | |
| Длина, мм                       | 5100 | | | | | |
| Ширина, мм                      | 1080 | 1080 | 1080 | 1080 | 1080 | 1080 |
| Высота, мм                      | 805 | 805 | 805 | 805 | 805 | 805 |
| Размах крыла, мм                | 2064 | 2064 | 2064 | 2064 | 2064 | 2064 |
| Масса (заправленной/пустой), кг | 1360/1080 | | | | | |
| Боевая часть                    | Тандемная бетонобойная MEPHISTO | Облегчённая тандемная бетонобойная MEPHISTO                                                                                              | Кассетная | Несмертельная, микроволновая высокой мощности                                                                                            | | |
| Масса БЧ, кг                    | 481 | | | | | |
| Масса ВВ, кг                    | 45 (кумулятивный) + 56 (фугасный заряд)                                                                                                  | | | | | |
| Габариты ТПК (ДхШхВ), мм        | — | — | — | — | | — |
| Масса в ТПК, кг                 | — | — | — | — | | — |
| Совместимость                   | | | | | | |
| Носители:                       | Panavia Tornado, McDonnell Douglas F/A-18 Hornet, Saab JAS 39 Gripen Планируется: Eurofighter Typhoon                                    | Panavia Tornado, McDonnell Douglas F/A-18 Hornet, Saab JAS 39 Gripen Планируется: Eurofighter Typhoon                                    | Panavia Tornado, McDonnell Douglas F/A-18 Hornet, Saab JAS 39 Gripen Планируется: Eurofighter Typhoon                                    | Panavia Tornado, McDonnell Douglas F/A-18 Hornet, Saab JAS 39 Gripen Планируется: Eurofighter Typhoon                                    | наземная или корабельная ПУ | военно-транспортные самолёты C-130 Hercules, Airbus A400M и др.                                                                          |
| Экономические показатели        | | | | | | |
| Стоимость за единицу:           | €950 000 | | | | | |

## На вооружении
- Германия
  -  Люфтваффе — 8 августа 2002 года немецкое федеральное бюро по оборонным технологиям и закупкам заключило контракт с Taurus Systems GmbH на поставку 600 ракет TAURUS и 14 учебных ракет для своих ВВС со сроками исполнения с ноября 2004 по 2009 год[2]. Стоимость контракта составляет 570 миллионов евро[11]. Данные по осуществлённым поставкам представлены в таблице[2].

| Год поставки | Количество |
| ------------ | ---------- |
| 2005         | 66         |
| 2006         | 219        |
| 2008         | 120        |

В 2010 поставлена последняя 600-я ракета
- Испания
  -  ВВС Испании — В ноябре 2004 года Испания стала первым иностранным клиентом, заказавшим ракеты KEPD 350 для вооружения самолётов EF-18A (C.15) и Eurofighter Typhoon испанских ВВС. Главным подрядчиком по поставке и интеграции ракет TAURUS с самолётами EF-18A и Eurofighter является компания SENER. 24 июня 2005 года, испанское правительство одобрило приобретение 43 ракет TAURUS KEPD 350 для вооружения самолётов EF-18A и Eurofighter[2]. Цена контракта составила 57,4 млн евро[13]. Таким образом, Испания стала партнёром Германии по интеграции TAURUS с системой вооружения истребителя Eurofighter. Данные по осуществлённым поставкам представлены в таблице[2].

| Год поставки | Количество | Примечание                                                                  |
| ------------ | ---------- | --------------------------------------------------------------------------- |
| Ноябрь 2007  | 2          | телеметрические TAURUS MOM, с инертной БЧ для отработки интеграции с EF-18A |
| 2008         | 8          |                                                                             |

В 2010 году поставлена 43-я ракета

### Аналоги
- / Storm Shadow
- AGM-158 JASSM